# Gagarine (film, 2020)
Pour les articles homonymes, voir Gagarine (homonymie).
Pour plus de détails, voir Fiche technique et Distribution.
Gagarine est un film dramatique français coécrit et réalisé par Fanny Liatard et Jérémy Trouilh, sorti en 2020. Il s'agit de leur premier long métrage.

## Synopsis
Youri (Alseni Bathily) a seize ans et vit dans la cité Gagarine à Ivry-sur-Seine. Il apprend que son immeuble est menacé de démolition ; pour cette raison, il va tout faire pour le sauver à l'aide de ses amis Diana (Lyna Khoudri), Houssam (Jamil McCraven) et les habitants. Il nomme sa mission « Vaisseau spatial » parce que son rêve est de devenir cosmonaute…

## Fiche technique
Sauf indication contraire, les informations mentionnées dans cette section peuvent être confirmées par la base de données cinématographiques Unifrance,  présente dans la section « Liens externes ».
- Titre original : Gagarine
- Réalisation : Fanny Liatard et Jérémy Trouilh
- Scénario : Benjamin Charbit, Fanny Liatard et Jérémy Trouilh
- Musique : Amine Bouhafa, Evgueni Galperine et Sacha Galperine
- Décors : Marion Burger
- Costumes : Ariane Daurat et Virginie Montel
- Photographie : Victor Seguin
- Montage : Daniel Darmon
- Production : Julie Billy et Carole Scotta
- Sociétés de production : Haut et Court ; France 3 Cinéma (coproduction) ; SOFICA Indéfilms 8 et Manon 19 (en association avec)
- Société de distribution : Haut et Court  (France) ; Cinéart (Belgique), Filmcoopi (Suisse romande)
- Pays de production :  France
- Langues originales : français et romani (quelques répliques en russe)
- Format : couleur
- Genre : drame
- Durée : 97 minutes[1]
- Dates de sortie :
  - Suisse : 26 septembre 2020 (avant-première mondiale au festival du film de Zurich)
  - France : 23 juin 2021 (sortie nationale)

## Distribution
- Alseni Bathily : Youri
- Lyna Khoudri : Diana
- Jamil McCraven : Houssam
- Finnegan Oldfield : Dali
- Farida Rahouadj : Fari
- Denis Lavant : Gérard[1]
- Fanny Liatard : l'experte
- Jérémy Trouilh : l'élu

## Production

### Genèse et développement
En 2015, Fanny Liatard et Jérémy Trouilh réalisent des portraits documentaires d'habitants de la cité Gagarine, à la demande de leurs amis architectes chargés de faire une étude sur la démolition future de la cité. Ils réalisent ensuite un court métrage de seize minutes intitulé Gagarine. Il s'agit d'une fiction, avec Idrissa Diabaté dans le rôle de Youri.
Ils commencent ensuite l'écriture d'un long métrage. En 2019, ils tournent ce film, Gagarine, juste avant la démolition de la cité. Ce projet est accompagné par l'Observatoire de l'Espace, le laboratoire culturel du Cnes, dans le cadre d'une résidence de recherche documentaire et des extraits du story-board publiés dans la revue de création Espace(s) n° 19.

### Tournage

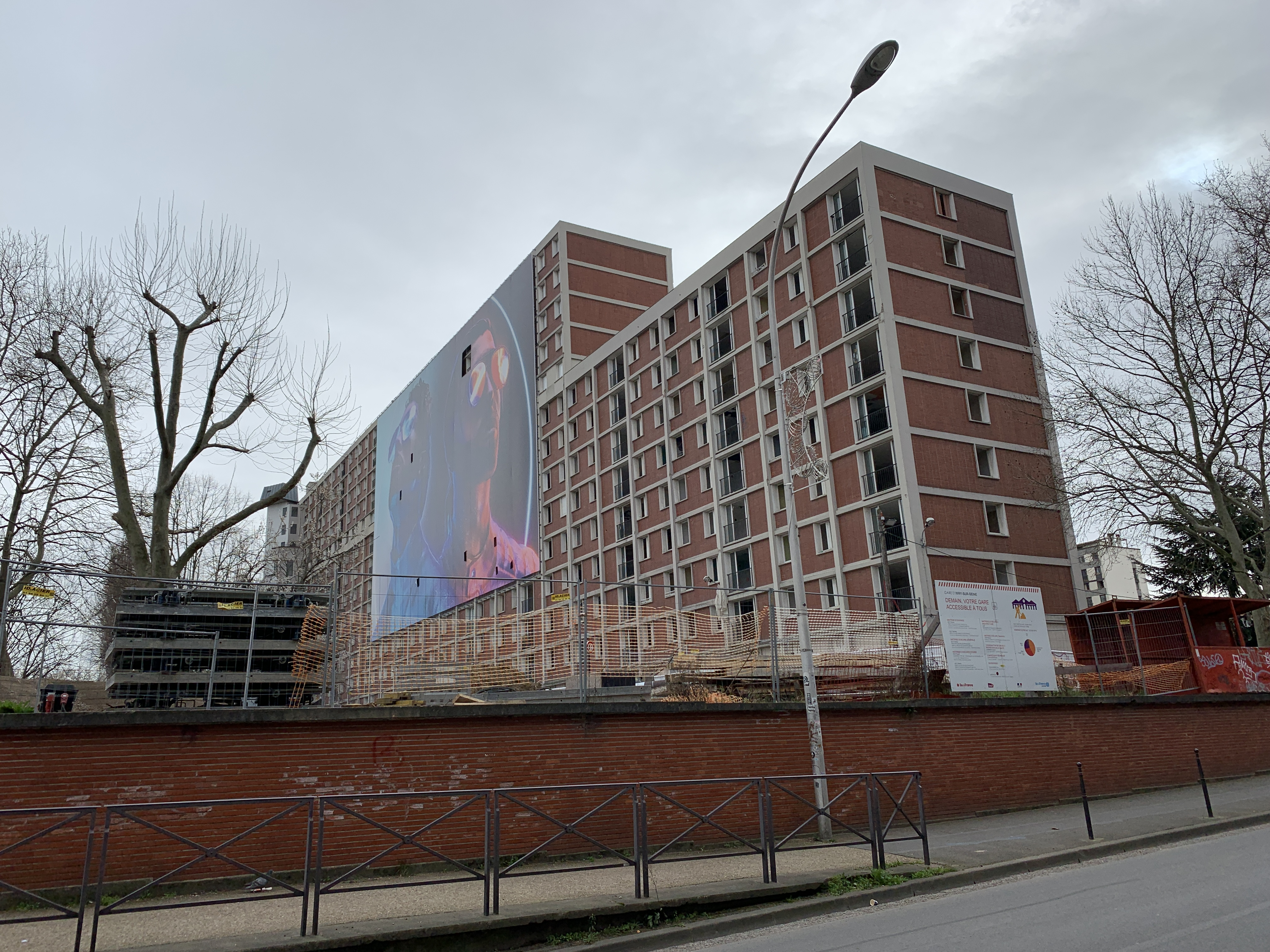
La cité Gagarine, à Ivry-sur-Seine.

Le tournage a lieu dans la cité Gagarine à Ivry-sur-Seine, en août 2019,. Certaines séquences sont également tournées cité Maurice-Thorez, en centre ville.

### Musique
Evgueni et Sacha Galperine composent la musique du film, avec Amine Bouhafa qui a également écrit et mis en musique la chanson Ya Tara.
Liste des morceaux
- On The Flip of a Coin, de The Streets
- Aux armes et caetera, de Serge Gainsbourg
- Adieu cité, d'Arno de Casanove
- Muana Na Ngai, de Meta Mutela
- Un léger sentiment d'apesanteur, d'Evgueni et Sacha Galperine
- Ya Tara, d'Amine Bouhafa et Léna Chamamyan

## Accueil

### Sortie
Le film est sélectionné dans la catégorie « Premiers films » et devait être présenté le 24 juin 2020 en avant-première mondiale au festival de Cannes. Celui-ci est toutefois suspendu à cause du confinement lié à la pandémie de Covid-19.
Gagarine est finalement sélectionné et projeté en avant-première mondiale le 26 septembre 2020 au festival du film de Zurich en Suisse.
Il sort le 23 juin 2021 dans toute la France.

### Accueil critique
- Sur le site Allociné, le film obtient une moyenne de 4.2/5, sur la base de 24 critiques presse[11].
- Occitane Lacurie, « De bien regarder, je crois que cela s’apprend », AOC,‎ 19 juillet 2021 (lire en ligne)

## Distinctions
Sauf indication contraire, les informations mentionnées dans cette section peuvent être confirmées par la base de données cinématographiques IMDb,  présente dans la section « Liens externes ».

### Récompenses
- Festival international du film d'Athènes 2020 : Meilleure réalisation pour Fanny Liatard et Jérémy Trouilh
- Festival du film européen de Séville 2020 : Meilleur acteur pour Alseni Bathily
- Lumières 2022 : meilleur premier film

### Nominations et sélections
- Label Festival de Cannes 2020
- Festival international du film d'Athènes 2020 : Meilleur film pour Fanny Liatard et Jérémy Trouilh
- Festival du film de Gand 2020 : Meilleur film pour Fanny Liatard et Jérémy Trouilh
- Festival du film européen de Séville 2020 : Meilleur film pour Fanny Liatard et Jérémy Trouilh
- Festival du film de Zurich 2020 : Meilleur film international pour Fanny Liatard et Jérémy Trouilh
- Prix du cinéma européen 2020 : Discovery of the Year - Prix FIPRESCI pour Fanny Liatard et Jérémy Trouilh
- Lumières 2022 : révélation masculine pour Alseni Bathily, meilleure musique pour Evgueni Galperine, Sacha Galperine et Amine Bouhafa
- César 2022 : Meilleur premier film

### Documentation
- Dossier de presse de Gagarine